# Silene ibosii
Silene ibosii là loài thực vật có hoa thuộc họ Cẩm chướng. Loài này được Emb. & Maire miêu tả khoa học đầu tiên năm 1928.